# Monomma janaki
Monomma janaki là một loài bọ cánh cứng trong họ Zopheridae. Loài này được Freude miêu tả khoa học năm 2000.